# セブンタウン小豆沢
- セブン&アイ・ホールディングス
  - セブン&アイ・クリエイトリンク > セブンタウン小豆沢

セブンタウン小豆沢（セブンタウンあずさわ）は、東京都板橋区にあるショッピングセンターである。

## 概要
「モール・エスシー開発（現：セブン&アイ・クリエイトリンク）」が施設開発や運営管理をしているショッピングセンターで、2010年11月27日にイトーヨーカドー食品館小豆沢店を核店舗に近隣型商業施設として開業した。
都営地下鉄三田線 志村坂上駅から北へ約500mに位置した、環状8号線沿いのスポーツ施設「小豆沢ガーデン」跡地で、国道17号線（中山道）との交差点にも近接した立地である。
大型の集合住宅や公園、病院等が隣接しており、店舗周辺の半径3km圏内には、約42万人・21万世帯が居住する高密度商圏となっている。
核店舗はイトーヨーカドー食品館が2018年1月21日に閉店、同年3月28日にヨークマートが開店、リニューアルを経てヨークフーズ with ザ・ガーデン自由が丘となっている。

## 沿革
- 2010年（平成22年）
  - 11月27日 - 開業[1]。
- 2018年（平成30年）
  - 1月21日 - 核店舗のイトーヨーカドー食品館が閉店[3]。
  - 3月28日 - イトーヨーカドー食品館跡地にヨークマートが開店[4][5]。
- 2023年（令和5年）
  - 1月15日 - TSUTAYAが閉店[6]。
  - 7月15日 - ヨークマートがヨークフーズ with ザ・ガーデン自由が丘にリニューアル[7]。
- 2024年（令和6年）
  - 4月12日 - 小豆沢ロフトが開店[8]。ロードサイド型のロフトとして初出店。
  - 5月12日 - ビバホームが閉店[9][10]。
  - 7月5日 - ヤマダデンキがイオンスタイル板橋前野店から移転開店[11]。

## テナント
- 主なテナントはヨークフーズwith ザ・ガーデン自由が丘、ヤマダデンキ、ユニクロ、ロフト
- 詳細は公式サイト「フロアガイド」を参照。

### 過去の主なテナント
- イトーヨーカドー食品館（2010年11月27日開店[1] - 2018年1月21日閉店[3]）
- TSUTAYA（2010年11月27日開店[1] - 2023年1月15日閉店[6]）
- カメラのキタムラ（2010年11月27日開店 -  2024年1月14日閉店[12]）
- スタジオマリオ（2010年11月27日開店 -  2024年1月14日閉店[12]）
- ビバホーム（2010年11月27日開店[1] - 2024年5月12日閉店[9][10]）

## アクセス
- 詳細は公式サイト「アクセス」を参照。